# Deutonura sylviae
Deutonura sylviae is een springstaartensoort uit de familie van de Neanuridae. De wetenschappelijke naam van de soort is voor het eerst geldig gepubliceerd in 1983 door Dallai.